# 大里镇
大里镇，是中华人民共和国广西壮族自治区玉林市北流市下辖的一个乡镇级行政单位。

## 行政区划
大里镇下辖以下地区：
大里村、罗样村、沙埒村、六堆村、小马村、林垌村、冠塘村、高垌村、六马村、月塘村、大塘村、罗坡村、古红村、雍熙村、林村和六厚村。